# Cecilia Gómez
Cecilia Gómez (* 9. Oktober 1993) ist eine bolivianische Leichtathletin, die im Sprint und Mittelstreckenlauf an den Start geht.

## Sportliche Laufbahn
Erste Erfahrungen bei internationalen Meisterschaften sammelte Cecilia Gómez 2017 bei den Südamerikameisterschaften in Luque, bei denen sie im 400-Meter-Lauf in 54,37 s den fünften Platz belegte und im 400-Meter-Hürdenlauf mit 1:03,70 min im Vorlauf ausschied. Zudem erreichte sie mit der bolivianischen 4-mal-100-Meter-Staffel in 48,75 s den siebten Platz. Anschließend schied sie bei den Juegos Bolivarianos in Santa Marta über 400 Meter mit 55,55 s in der ersten Runde aus und wurde mit der Staffel in 47,41 s Fünfte. Zwei Jahre später schied sie bei den Südamerikameisterschaften in Lima im 200-Meter-Lauf mit 25,18 s im Vorlauf aus, wie auch über 400 Meter mit 54,94 s. 2020 stellte sie bei den erstmals ausgetragenen Hallensüdamerikameisterschaften in Cochabamba über 400 Meter mit 55,76 s einen neuen Landesrekord auf und erreichte damit den fünften Platz. Zudem siegte sie mit der 4-mal-400-Meter-Staffel in 4:00,77 min. Im Jahr darauf verbesserte sie bei den Bolivianischen Hallenmeisterschaften den Landesrekord über 200 Meter auf 24,69 s und anschließend steigerte sie sich im Freien über 400 Meter auf 53,90 s. Daraufhin startete sie über beide Distanzen bei den Südamerikameisterschaften in Guayaquil und belegte dort in 24,81 s bzw. 55,75 s jeweils den achten Platz. 2022 belegte sie bei den Hallensüdamerikameisterschaften in Cochabamba in 56,04 s den vierten Platz und verteidigte im Staffelbewerb ihren Titel und stellte mit 3:47,36 min einen neuen Südamerikarekord auf. Im Oktober belegte sie bei den Südamerikaspielen in Asunción in 56,04 s den fünften Platz über 400 Meter und gelangte auch mit der 4-mal-100-Meter-Staffel mit 47,34 s auf Rang fünf.
2023 belegte sie bei den Südamerikameisterschaften in São Paulo in 55,37 s den achten Platz über 400 Meter und gelangte mit der 4-mal-400-Meter-Staffel mit 3:48,77 min auf Rang fünf. Im Jahr darauf erreichte sie bei den Hallensüdamerikameisterschaften in Cochabamba mit 67,13 s Rang sechs über 400 Meter und wurde in 2:11,78 min Vierte im 800-Meter-Lauf. Zudem siegte sie erneut mit der Staffel in 3:52,49 min. Im Mai schied sie bei den Ibero-Amerikanischen Meisterschaften in Cuiabá mit 2:14,38 min im Vorlauf über 800 Meter aus. 2025 gewann sie bei den Hallensüdamerikameisterschaften in Cochabamba in 2:13,61 min die Bronzemedaille über 800 Meter hinter der Brasilianerin Jaqueline Weber und María Rojas aus Venezuela und siegte mit der Staffel in 3:56,34 min zum vierten Mal in Folge. Ende April verpasste sie bei den Südamerikameisterschaften in Mar del Plata mit 2:11,48 min den Finaleinzug über 800 Meter.
Von 2015 bis 2017 sowie 2019 und 2021 und 2022 und 2024 wurde Gómez bolivianische Meisterin im 400-Meter-Lauf im Freien sowie von 2020 bis 2025 auch in der Halle. 2017 sicherte sie sich auch die Meistertitel über 100 und 200 Meter sowie im 400-Meter-Hürdenlauf und 2019 siegte sie auch über 200 Meter und 2023 und 2024 in der 4-mal-400-Meter-Staffel sowie 2024 über 800 Meter. 2021 wurde sie zudem Hallenmeisterin im 200-Meter-Lauf und 2025 über 800 Meter.

## Persönliche Bestzeiten
- 100 Meter: 12,13 s (0,0 m/s), 24. April 2019 Cochabamba
- 200 Meter: 24,33 s (0,0 m/s), 18. April 2021 in Cochabamba
  - 200 Meter (Halle): 24,69 s, 5. Februar 2021 in Cochabamba (bolivianischer Rekord)
- 400 Meter: 53,90 s, 18. April 2021 in Cochabamba (bolivianischer Rekord)
  - 400 Meter (Halle): 55,48 s, 5. Februar 2022 in Cochabamba (bolivianischer Rekord)
- 400 m Hürden: 1:02,68 min, 4. Juni 2017 in Tarija
- 800 Meter: 2:09,64 min, 23. März 2025 in Santiago de Chile
  - 800 Meter (Halle): 2:11,78 min, 28. Januar 2024 in Cochabamba (bolivianischer Rekord)